# استان بولونسی
استان بولونسی (به اسپانیایی: Provincia de Bolognesi) یک استان در پرو است که در منطقه انکاش واقع شده‌است. استان بولونسی ۳٬۱۵۵ کیلومتر مربع مساحت و ۲۳٬۷۹۷ نفر جمعیت دارد.